# Сологуб Віктор Григорович
 Ві́ктор Григо́рович Салогу́б (1888, село Юрківці, нині Талалаївського району Чернігівської області — 27 листопада 1937, Чернігів) — бандурист.

## Біографічні відомості
Уперше засуджено 1931 року за «економічний саботаж» — т.зв. «зрив хлібопоставок». Після звільнення виступав по Чернігівській області у складі сімейної бандурницької капели (мав дружину і 10 дітей).
30 липня 1937 року заарештовано вдруге за підозрою в антирадянській діяльності. 19 листопада 1937 року за «участь у контрреволюційній націоналістичній організації» Особливою трійкою при Чернігівському облуправлінні НКВС УРСР Салогуба засуджено до розстрілу . Репресований у 1937 р . Загинув на каторжних роботах більшовицьких концтаборах Магадану.